# Data
segunda-feira
21
 julho
Data é um momento do calendário, que representa o dia, mês e ano e, em certos casos, também a hora. As datas são definidas conforme os vários calendários existentes no mundo, onde apenas trinta por cento dos habitantes adotam o calendário gregoriano, comum no Ocidente e cujas datas diferem dos demais, como o judaico, muçulmano ou o chinês; outros, como o calendário hindu, criado mil anos antes de Cristo, tem seu uso moderno restrito para o cálculo de datas religiosas; a religião, via de regra, consiste no principal fator determinante da contagem das datas, e cada um destes calendários que ainda vigoram no presente possui suas datas específicas e momentos históricos próprios.
Como norma internacional de datação foi adotado em 1988 o ISO 8601; com isto evitam-se discrepâncias na forma como as culturas escrevem e leem as datas: num exemplo, 5/10/2020 pode ser lido cinco de outubro de 2020 ou dez de maio de 2020, a depender do país; assim, para determinar a data em padrão internacional, pela regra elas são escritas da seguinte forma: AAAA-MM-DD (ano, mês e dia que, no exemplo citado, ficaria 2020-10-05), respeitando-se ainda o fuso horário de cada lugar segundo as normas UTC.

## Datação em diferentes calendários
O ano presente na tradição judaico-cristã (2025) tem suas raízes no primitivo calendário romano que, no ano de 43 a.C. foi substituído pelo calendário juliano; no século VI o abade Dionísio contou o tempo a partir do nascimento de Jesus, substituindo a contagem que então era feita a partir da posse do imperador Diocleciano - algo incompatível com a cristandade, sendo este governante um perseguidor da religião que se firmava dominante na Europa; fazendo seus cálculos segundo os reinados que precederam ao de Diocleciano, o religioso concluiu que entre a fundação de Roma e o nascimento de Jesus haviam se passado 753 anos, ficando aquela data, portanto, definida como o ano 1 (cometendo provavelmente um erro de quatro anos a menos). Este vigorou até a data de 24 de fevereiro de 1582, quando foi instituído o calendário gregoriano que baseia-se no chamado ano solar e com duração de 365 dias, 5 horas e 49 minutos, cuja divisão se dá em doze meses (sendo um dia acrescentado ao mês de fevereiro a cada quatro anos).
A divisão em doze meses também ocorre no calendário hindu, mas sua soma dá um total de 354 dias; para compensar a defasagem em relação ao ano solar um mês é acrescentado a cada trinta meses; sua criação remonta a 1000 a.C..
As datas no calendário judaico sofrem um acréscimo de alguns milhares de anos em relação ao gregoriano e tem por base o ano lunar (o que também gera defasagem em relação ao ano solar, fazendo com que ocasionalmente o mês Adar II seja adicionado); sua contabilidade foi estabelecida no século XI pelo rabino da Babilônia Hai Gaon; seu cálculo baseou-se em informações da Bíblia, concluindo que da criação do mundo até o nascimento de Abraão haviam se passado 1949 anos, de forma que no ano de 2020 o calendário hebraico estava no ano 5781.
Já o calendário muçulmano, cuja data de criação não é conhecida, tem por base o ano lunar mas, ao contrário dos dois precedentes, não oferece nenhuma compensação, de forma que a cada século tem uma defasagem de onze dias; embora usado em grande parte dos países onde a maioria segue o Islã apenas para determinar das datas religiosas, no Golfo Pérsico é adotado de forma oficial; sua divisão também se dá em doze meses de trinta e vinte nove dias, alternados; tem por seu início a data da fuga de Meca por Maomé (no calendário gregoriano, a data de 16 de julho de 622); assim, em 2020 o ano muçulmano será o de 1441.
O mais antigo dos calendários em vigor no mundo é o chinês; tem por base tanto o ano lunar quanto o solar, de forma que a cada oito anos são adicionados noventa dias; os anos recebem os nomes de animais, num total de doze; este calendário possivelmente remonte a 2636 a. C., de forma que 2020 seria o ano 4718 para os chineses; embora o calendário gregoriano vigore na China desde 1912, a data mais comemorada naquele país é o Ano-Novo Chinês , que se dá na lua nova entre os dias 21 de janeiro e 20 de fevereiro.

## História e datação
Para os gregos antigos o tempo tinha duas representações na mitologia: o Aion, uma entidade eterna e pouco inteligível para as pessoas, e Cronos uma figura mais compreensível; coube à filosofia definir o tempo de modo a determinar sua importância para o registro dos fatos humanos; assim em Parmênides ele surge como "o fator que caracteriza a diferença entre o estado aparente da realidade e o estado ideal (...) constituído por formas geométricas, eternos e em perfeito estado de repouso absoluto"; Aristóteles, entretanto, via a perfeição na forma geométrica do círculo, já que este estava determinado pelo estado cíclico dos movimentos que se dão no decorrer do tempo; esse filósofo também considerava que o tempo era decorrente da existência de seres pensantes, pois: "o tempo não uma mera sucessão, mas uma abstração que era numerada e encadeada através da contagem dos anos, e tal numeração não poderia ser feita sem que alguém a fizesse"; o tempo para os gregos, então, estava voltado ao passado, ao que já ocorreu.
Em oposição à visão cíclica dos gregos, os judeus desenvolveram uma concepção linear do tempo; de um lado registravam o passado para a compreensão de seus infortúnios, enquanto projetavam para o futuro a vinda do Messias; apesar disto, não desenvolveram uma noção própria sobre o tempo, para cuja medição tiveram a influência das culturas suméria e babilônica, e um calendário baseado na lua.
Coube ao filósofo romano Lucrécio, no século I a.C., a definição linear do tempo e sua relação subjetiva humana: "o tempo em si não existe, mas sim a partir das coisas criadas e na percepção do que ocorreu, está ocorrendo e do que vem a seguir"; essa linearidade se adequou à marcação do tempo cristã, que por um lado se prendia ao passado com o advento do Cristo, também se prendia à promessa futura da sua volta; Santo Agostinho foi, desta forma, influenciado por essas ideias ao construir sua noção tripartite do tempo (passado, presente e futuro, com conceitos distintos), e separava o tempo (algo criado por Deus) da eternidade (um "sempre presente"); ao medir o tempo o pensador cristão tinha em mente que "o passado é visto como memórias que vêm à tona, e o futuro como uma expectativa ou previsão".
Coube ao monge inglês Beda a adoção do sistema de datação d.C. e que a partir de 1084 foi adotada em todo o continente europeu, muito embora no cotidiano as pessoas não tinham ciência do ano corrente, e documentos como as cartas não tinham uma datação - o que somente veio a acontecer a partir de 1538, novamente na Inglaterra, quando foi oficialmente implantada a datação oficial nos documentos; o período coincidiu com a Renascença em que o conhecimento humano sofreu grandes evoluções, especialmente na astronomia e as ideias de Giordano Bruno e Nicolau Copérnico (acabou com a visão geocêntrica dominante) que culminaram nas descobertas de Galileu Galilei e, mais tarde, nas leis sobre o movimento dos astros de Johannes Kepler e da gravitação universal de Isaac Newton, determinando uma mudança na percepção do tempo e sua percepção cíclica não mais voltada para o passado, como tinham os gregos, e sim para o futuro.
Assim também evoluiu a historiografia que passou a tratar o tempo histórico como algo que serve para a compreensão entre o que se passa naturalmente e a percepção consciente, ou seja: "Com o tempo histórico o homem vê a si mesmo e as transformações que ocorrem ao seu redor. O historiador por sua vez, "manipula" o passado, trazendo para o presente, fatos que se encerraram." Isto então leva a crer que o registro de datas é a marcação do tempo, fixando a diferença entre o natural e o consciente; ao se registrar uma data determinada, o "ponto zero" deixa então de ser a astronomia mas sim um determinado evento.

### Marcação de tempo histórico
A historiografia, conquanto se sirva do calendário cristão para a datação, divide o tempo tradicionalmente em dois grandes períodos, determinados pela invenção da escrita, o que é questionável: pré-histórico e histórico - o que leva a datações distintas: no Brasil, por exemplo, embora sua ocupação humana remonte a cinquenta milênios atrás, sua pré-história (ausência de escrita) data até 1500, ano da chegada dos europeus; por outro lado, divide-se o tempo em antes do presente (AP) e depois do presente (DP), havendo sido convencionado, em uso feito principalmente pelos pré-historiadores e arqueólogos que o presente tem início no ano de 1950; além dos registros escritos, portanto, a datação é determinada por outras fontes, de forma que as datações podem ser "absolutas, relativas, ou pela interpretação" de elementos como a estratigrafia do solo ou outros elementos presentes "onde o tipo de fonte para o estudo não é a escrita, caracterizadora do trabalho do historiador, e sim composta, essencialmente, por artefatos", de forma que o pré-historiador se afasta daquela divisão tradicional.